# أبو غبير
أبو غبير أو الحثوة, عبارة عن حشرات صغيرة تقضي على المحصول بسرعة كبيرة بمجرد وصولها إلى المزرعة بعد أن تمتص الثمار مكونة سائلا فوقها يتجمع الغبار عليها ليغطيها لون التراب مما يشوه منظرها ويجففها من الداخل.

## وصلات داخلية
- بيئة
- حشرات

## وصلات خارجية
- موضوع يخص الحشرة